# Villemorin
Villemorin – miejscowość i gmina we Francji, w regionie Nowa Akwitania, w departamencie Charente-Maritime.
Według danych na rok 1990 gminę zamieszkiwało 155 osób, a gęstość zaludnienia wynosiła 15 osób/km² (wśród 1467 gmin regionu Poitou-Charentes Villemorin plasuje się na 839. miejscu pod względem liczby ludności, natomiast pod względem powierzchni na miejscu 814.).